# Neszewci
Neszewci (bułg. Нешевци) – wieś w Bułgarii, w obwodzie Wielkie Tyrnowo, w gminie Elena. W 2024 roku liczyła 9 mieszkańców.